# 經濟部產業發展署
經濟部產業發展署（簡稱產發署）為中華民國經濟部所屬之行政機關，主管全國產業相關業務。

## 歷史

經濟部工業局舊局徽（1996-2016）

經濟部工業局2016-2023年時期局徽

- 1931年12月，國民政府將工商、農礦部合併為「實業部」（經濟部前身），實業部內設總務司、農業司、工業司、商業司、漁牧司、礦業司、勞工司。
- 1937年12月，隨實業部改組為「經濟部」更名為經濟部工業司。
- 1970年2月25日，經濟部工業司擴編成立經濟部工業發展局，礦業相關業務併入經濟部礦業司。經濟部工業發展局借用臺北市牯嶺街73號台灣電力公司台北區管理處大樓7樓為局本部，首任局長由行政院國際經濟合作發展委員會副秘書長韋永寧兼任，下設第一組、第二組、第三組、第四組、第五組、第六組、會計室、人事室、文書科、事務科[1]。
- 1970年12月23日，總統令，制定公布《經濟部工業局組織條例》。
- 1971年11月1日，更名為經濟部工業局，並增設第七組掌理一般工業行政。
- 2016年6月，經濟部工業局標誌改為紅藍二色「IDB」標誌，藍色象徵專業、品質、智能，紅色象徵熱情、自信、權威；在時代趨勢下，「i」不僅是「industrial」，亦是IDB在資訊時代中「information, internet, invention, innovation」的升級轉型表徵。此標誌於2016年5月16日獲經濟部智慧財產局核發《中華民國證明標章註冊證》，註冊號數01771185。
- 2022年8月，工業局數位產業部分業務移撥數位發展部數位產業署，原工業局局長呂正華轉任數位產業署署長。[2]
- 2023年5月16日，立法院三讀通過《經濟部產業發展署組織法》草案。[3]6月7日，總統令，制定公布《經濟部產業發展署組織法》[4]。9月26日，工業局整併原經濟部中部辦公室工廠輔導等業務升格更名為「經濟部產業發展署」[5]，原工業區管理業務移交經濟部產業園區管理局。

## 歷任首長
工業局局長
1. 韋永寧
2. 虞德麟
3. 徐國安
4. 楊世緘
5. 王覺民
6. 尹啟銘
7. 汪雅康
8. 施顏祥
9. 陳昭義
10. 杜紫軍
11. 沈榮津
12. 吳明機
13. 呂正華
14. 連錦漳：—2023年9月25日

產業發展署 署長
1. 連錦漳：2023年9月26日—2024年6月28日
2. 楊志清：2024年6月29日—2025年3月25日
3. 邱求慧：2025年3月26日—現任

## 組織
- 署長一人，職務列簡任第十三職等
  - 副署長二人，職務列簡任第十二職等
    - 主任秘書，職務列簡任第十一職等

業務單位
- 產業政策組：政策規劃科、經貿事務科、產業投資科、計畫管理科、產業法務科
- 永續發展組：永續規劃科、節能減碳科、環保工安科、循環經濟科、工廠登記科、特定工廠輔導科
- 知識經濟產業組：設計創意科、效能升級科、振興輔導科、研發服務科
- 金屬機電產業組：金屬產業科、機械產業科、重機電產業科、運輸工具產業科、離岸風電產業科
- 電子資訊產業組：通訊產業科、電子產業科、光電產業科、半導體產業科、智慧硬體產業科
- 民生化工產業組：紡織產業科、食品產業科、化學材料產業科、生技醫藥產業科、應用材料產業科

行政單位
- 秘書室：文書科、事務科、國會聯絡科、服務及管考科
- 主計室
- 人事室
- 政風室
- 資訊室
- 中部服務處
- 南部服務處

其他單位
- 各產業推動小組及辦公室
- 產業競爭力發展中心

## 外部連結
- 經濟部產業發展署 （页面存档备份，存于）
- 經濟部產業發展署的Facebook專頁
- YouTube上的經濟部產業發展署頻道